# Jerry Palacios
Jerry Nelson Palacios Suazo (La Ceiba, 13 maggio 1982) è un calciatore honduregno, attaccante dell'Alajuelense.

## Carriera

### Club
Cresce nel CD Olimpia, dove gioca per sette stagioni intervallate da brevi esperienze prima al Club Deportivo Motagua e poi al Vida. Nel 2008 si trasferisce al Club Deportivo Marathón, dove vince la classifica dei cannonieri honduregni e segna 4 reti, tra cui una tripletta, nella CONCACAF Champions League 2009-2010. Nel gennaio 2010 passa ai cinesi del Hangzhou Greentown.

### Nazionale
Debutta nella nazionale honduregna nel 2002. Nel 2010 viene convocato in extremis ai mondiali di Sudafrica 2010 a causa dell'infortunio a Julio César de León. Ciò consente alla nazionale centro-americana di avere tre fratelli convocati contemporaneamente allo stesso mondiale (oltre a Jerry fanno infatti parte della rosa anche Johnny Palacios e Wilson Palacios). Anche un altro fratello, Milton è un calciatore che ha militato in nazionale.

## Palmarès

### Competizioni nazionali
- Campionato costaricano: 1

Alajuelense: Invierno 2013